# 路易維爾穆罕默德·阿里國際機場
路易维尔穆罕默德·阿里国际机场（英語：Louisville Muhammad Ali International Airport）是一座位于美国肯塔基州杰斐逊县路易维尔市的军民两用机场，占地面届1,200英亩（4.9平方公里），拥有三条跑道。其IATA代码SDF来源于之前曾使用过的名字斯坦迪福德机场（Standiford Field）。路易维尔国际机场是肯塔基州境内第二繁忙机场，仅次于坐落在布恩县的辛辛那堤/北肯塔基國際機場。
肯塔基空中国民警卫队第123空中运输联队驻扎在该机场，其主要负责运行C-130运输机。
2019年1月，路易斯维尔机场管理局董事会投票决定，用穆罕默德·阿里这位家乡传奇的名字为机场改名。2019年6月6日正式將路易维尔国际机场改名為路易斯维尔穆罕默德·阿里国际机场。